# Стекловський Іван
Іва́н Стекло́вський — київський гравер на міді і офортист кінця 17 — початку 18 століття.
Головні праці — краєвиди, герби, «Тезис», присвячений Самуїлу Миславському, з мотивами Києва.
Переселений за наказом російського царя Петра І до Москви, вніс у російське граверство традиції української графіки.